# Polygrammodes hirtaloidalis
Polygrammodes hirtaloidalis là một loài bướm đêm trong họ Crambidae.